# アンソニー・ザーブ
アンソニー・ザーブ（Anthony Zerbe, 1936年5月20日 - ）は、アメリカ合衆国の俳優。

## 経歴
1936年、カリフォルニア州のロングビーチで生まれた。1958年にクレアモントのポモナ・カレッジを卒業し、1959年から1961年までアメリカ空軍に入隊した後、ニューヨークのステラ・アドラー・スタジオで演劇を学んだ。
『ルート66』やテレビドラマ版『頭上の敵機』などのドラマに出演した後、1967年に『暴力脱獄』で映画デビューする。テレビドラマでは『スパイ大作戦』で計5エピソードに出演したほか、1975年から1976年まで『追跡者 (Harry O) 』でK・C・トレンチ警部補役を演じ、1976年にエミー賞を受賞した。映画では『007 消されたライセンス』でミルトン・クレスト役、『マトリックスシリーズ』でハーマン評議員役、『ヤングライダーズ』でティースプーン・ハンター役を演じた。

## 主な出演作品

### 映画
- 暴力脱獄 Cool Hand Luke (1967)
- ウィル・ペニー Will Penny (1968)
- 男の闘い The Molly Maguires (1970)
- L・B・ジョーンズの解放 The Liberation of L.B. Jones (1970)
- 続・夜の大捜査線 They Call Me MISTER Tibbs! (1970)
- 地球最後の男オメガマン The Omega Man (1971)
- ロザリー 残酷な美少女 The Strange Vengeance of Rosalie (1972)
- ロイ・ビーン The Life and Times of Judge Roy Bean (1972)
- マシンガン・パニック The Laughing Policeman (1973)
- パピヨン Papillon (1973)
- パララックス・ビュー The Parallax View (1974)※クレジットなし
- さらば愛しき女よ Farewell, My Lovely (1975)
- オレゴン魂 Rooster Cogburn (1975)
- 愛と喝采の日々 The Turning Point (1977)
- ドッグ・ソルジャー Who'll Stop the Rain (1978)
- 第一の大罪 The First Deadly Sin (1980)
- ソギー・ボトムの野郎ども~爆走!エアボート大追跡~ Soggy Bottom, USA (1981)
- デッドゾーン The Dead Zone (1983)
- オフビート Off Beat (1986)
- ヘル・キャンプ Opposing Force (1986)
- P.I./プライベート・インベスティゲーション P.I. Private Investigations (1987)
- スティール・ドーン/太陽の戦士 Steel Dawn (1987)
- 見ざる聞かざる目撃者 See No Evil, Hear No Evil (1989)
- 007 消されたライセンス Licence to Kill (1989)
- スタートレック 叛乱 Star Trek: Insurrection (1998)
- トゥルー・クライム True Crime (1999)
- マトリックス リローデッド The Matrix Reloaded (2003)
- マトリックス レボリューションズ The Matrix Revolutions (2003)

### テレビドラマ
- 裸の町 Naked City (1963)
- ルート66 Route 66 (1963)
- バークレー牧場 The Big Valley (1965)
- 頭上の敵機 12 O'Clock High (1965)
- 0088/ワイルド・ウエスト The Wild Wild West (1967)
- スパイ大作戦 Mission:Impossible
  - 焼土作戦 The Photographer (1967)
  - ウィークポイントをつけ! Live Bait (1969)
  - 死人に口あり The Amnesiac (1969)
  - 素人スパイ The Amateur (1970)
  - 殺しのジェット空輸 The Connection (1971)
- ボナンザ Bonanza (1969)
- 鬼警部アイアンサイド Ironside (1971,72)
- 保安官サム・ケイド Cade's County (1972)
- 誘拐 Snatched (1973)
- FBIアメリカ連邦警察 The F.B.I. (1973)
- ハワイ5-0 Hawaii Five-O (1974)
- ペーパー・ムーン ドラマ版 Paper Moon (1974)
- 追跡者 Harry O (1975-1976)
- KISS/地獄の復活 KISS Meets the Phantom of the Park (1978)
- 遥かなる西部 Centennial (1978-1979)
- 暴動刑務所アッティカ Attica (1980)
- トム・ソーヤとペテン師たち Rascals and Robbers: The Secret Adventures of Tom Sawyer and Huck Finn (1982)
- ダーティ・トラップ A Question of Honor (1982)
- 0011ナポレオン・ソロ2 The Return of the Man from U.N.C.L.E. (1983)
- マンハッタン・ポリス/凶悪犯を追え One Police Plaza (1986)
- 新・刑事コロンボ/汚れた超能力 Columbo:Columbo Goes to the Guillotine (1989)
- ヤングライダーズ "The Young Riders" (1989-1992) ティースプーン・ハンター
- ジェシカおばさんの事件簿 Murder, She Wrote (1994)
- 炎のテキサス・レンジャー Walker, Texas Ranger (1996)
- アステロイド/最終衝撃 Asteroid (1997)

### ゲーム
- ENTER THE MATRIX (2003)